# Solveig Holtan
Solveig Holtan (Skien, 5 januari 1891 - 1926) was een Noors pianist.
Holtan, geboren als Gudrunn Solveig Andersen, werd geboren binnen het gezin van de handelaar in zoetwaren Jørgen Joachim Andersen (geboren 31 juli 1861) en Karen Amalie Rove (30 september 1861 - 11 juli 1920). Haar oudere broer Reidar Bjørn Andersen (Bjørn Holtan, 30 december 1888 - 1926) was liederenzanger en trad in 1915 in de operette Die Fledermaus op met Kirsten Flagstad. Haar zus Herborg Rannveig Andersen (Herborg Geiring, 5 januari 1891 - 10 november 1972) zou ook tijdelijk de muziek in gaan. Echter was dat nadat ze alle drie de naam Holtan hadden aangenomen. Solveig Holtan huwde later de heer Norstrøm.
In 1913 en 1914 verkreeg ze een studiebeurs voor haar pianostudie.
Enkele concerten:
- 2 juli 1912: ze begeleidde zangeres Elsa Dybwad in het park St. Hanshaugen te Oslo
- 17 november 1912: ze begeleidde operazanger Emil Nielsen en zijn zangvereniging in het Folkets Hus tijdens de inzameling van geld voor de bestrijding van tuberculose
- 5 oktober 1913: symfonisch concert onder leiding van Alfred Andersen-Wingar
- 8 november 1914, wederom met Alfred Andersen-Wingar, maar tevens met zuster Herborg
- 10 oktober 1919: concert met Bjørn Andersen